# Вардапетян Армен Рубенович
Вардапетян Армен Рубенович (ВАР)  (вірм. Արմեն Վարդապետյան, 23 січня 1980, Єреван) — художник-ювелір, скульптор. Народний майстер Вірменії з декоративно-прикладного мистецтва.

## Біографія
Армен Вардапетян народився в місті Єреван. У 1996 році закінчив середню школу № 71 імені Нельсона Степаняна в місті Єреван. З 1990 навчався в національній школі естетики імені Генріха Ігітяна, в секції скульптури. Займався пластикою малих форм. У 1996 році поступив у вірменську сільськогосподарську академію. З 2001 -2004 навчався в аспірантурі у вірменській сільськогосподарській академії і захистив кандидатську дисертацію. З 2006 р. по сьогодні працює в Єреванському державному університеті.

## Творчість
Армен Вардапетян протягом всього життя займався творчістю: скульптурою, живописом, створював ювелірні прикраси. Працював з різними матеріалами. З 2008 року почав займатися ювелірним мистецтвом, виставляти і продавати свої роботи під творчим псевдонімом ВАР (у перекладі з вірменської мови — яскравий, барвистий).
Є членом вірменської асоціації ювелірів. У 2010 році отримав звання народного майстра Вірменії. З 2015 року є членом Спілки художників Вірменії. Роботи ВАР-а продаються в галереях Вірменії, Росії і Європи.
Працює над створенням колекції прикрас в національному стилі «Кілікія».

## Виставки
- Тиждень дизайну Словаччини. Братислава 26-27.09.2009
- Тиждень дизайну Відня. Відень, галерея «Шульн», 01-09.10.2009
- Дні Європейської культури. Музей народної творчості. Єреван, 18-19.09.2010
- Виставка організована Асоціацією молодих жінок Вірменії. Єреван, Marriott Hotel, 06.04.2011
- «Здоров'я та краса» EXPO. Єреван
- «Вірменія EXPO». Єреван 9-11.09.2011
- «20 років незалежності Вірменії», Спілка художників Вірменії, Єреван, 15.09.2011
- Єреванська міжнародна ювелірна виставка. Єреван, 21-23.09.2011
- «Єреван-Еребуні». Спілка художників Вірменії, Єреван, 12.10.2011
- «20 років звільнення Шуші». Спілка художників Вірменії, Єреван, 05.05.2012
- «80 років Спілці художників Вірменії». Спілка художників Вірменії, Єреван, 30.10.2012
- Єреванська міжнародна ювелірна виставка. ЕКСПО центр Меридіан. Єреван, 2014[2][3]
- «Вироблено у Вірменії» ЕКСПО центр Меридіан. Єреван 26-28.05.2015
- Перше міжнародне АрвестЭКСПО 2015. Єреван, галерея Арм-Арт 19-29.05, 2015